# (73205) 2002 JY16
(73205) 2002 JY16 – planetoida z pasa głównego asteroid okrążająca Słońce w ciągu 3,94 lat w średniej odległości 2,49 j.a. Odkryta 7 maja 2002 roku.